# Savonlinna (stacja kolejowa)
Savonlinna (fiń. Savonlinnan rautatieasema) – nieczynna stacja kolejowa w Savonlinna, w prowincji Finlandia Wschodnia, w Finlandii. 
Stacja została zbudowana w 1906, według projektu architekta Bruno Granholma. Budynek dworca został wpisany do rejestru zabytków.
Stacja została zamknięta pod koniec marca 2007.